# Tenino (popolo)

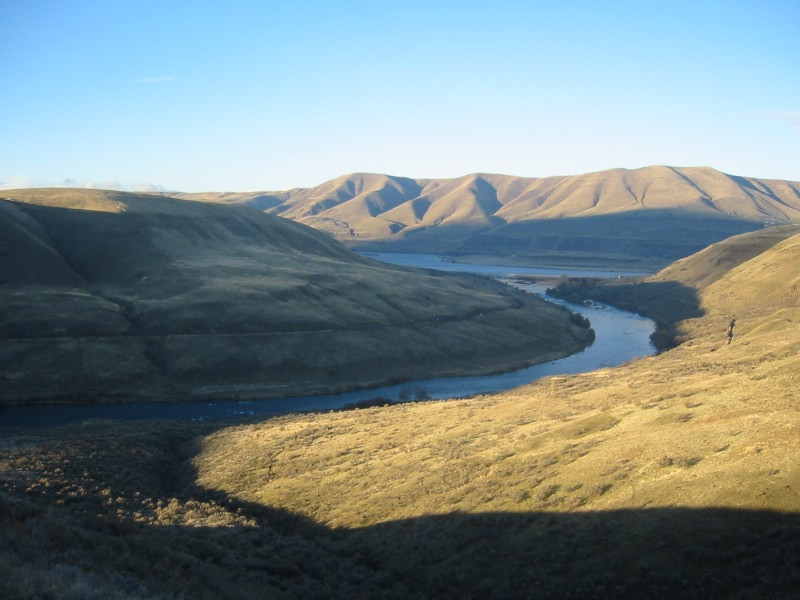
Il fiume Deschutes alla confluenza del fiume Columbia, parte della terra storica del popolo Tenino.

Il popolo Tenino, oggi comunemente noto come le bande di Warm Springs è costituito da diverse sottotribù native americane Shahaptin che, storicamente, occupavano territori situati nella parte centro-settentrionale dello stato americano dell'Oregon. Il popolo Tenino includeva quattro sottotribù localizzate —  i Tygh (Taih, Tyigh) o "Upper Deschutes" divisi in Tayxɫáma (Tygh Valley), Tiɫxniɫáma (Sherar's Bridge) e Mliɫáma (attuale Riserva di Warm Springs), i Wyam (Wayámɫáma) (Wayámpam) o "Lower Deschutes", conosciuti anche come "Indiani Celilo", i Dalles Tenino o "Tinainu (Tinaynuɫáma)", conosciuti anche come "Tenino propriamente detti"; e i Dock-Spus (Tukspush) (Takspasɫáma) o "John Day."
Storicamente dividevano il loro tempo tra campi invernali e campi estivi sul fiume Columbia, poi nel 1855 le tribù Tenino vennero incluse nel Trattato con le Tribù dell'Oregon Centrale, che venne negoziato dal Sovrintendente agli Affari Indiani dell'Oregon Joel Palmer. Le bande di Warm Springs oggi fanno parte della Tribù Confederate di Warm Springs, che governano la Riserva Indiana di Warm Springs nell'Oregon centrale.

## Storia

### Descrizione
Il popolo Tenino, oggi comunemente conosciuto come le bande di Warm Springs, comprendeva quattro tribù locali: 
- i Tinainu (Tinaynuɫáma), o Dalles Tenino: occupavano due villaggi estivi strettamente adiacenti sulla sponda Sud, nell'attuale psozione di The Dalles, del fiume Columbia / Fivemile Rapids e un villaggio invernale a Eightmile Creek (così nominata per la sua distanza di otto miglia da The Dalles); il nome del villaggio estivo più grande, ″tinainu″, è stato applicato sia a queste sottotribù locali che a tutto il popolo Tenino.
- i Tygh (Tayxɫáma), o "Upper Deschutes": il loro principale villaggio estivo era presso il Upper Deschutes River mentre il loro principale villaggio invernale si trovava nel sito dell'attuale Tygh Valley; erano divisi in tre gruppi di villaggi locali - quello dominante Tayxɫáma (presso Tygh Valley), il villaggio Tiɫxniɫáma (Sherar's Bridge sotto le Sherars Falls) e il villaggio Mliɫáma (lungo il fiume Warm Springs presso l'attuale Riserva Indiana di Warm Springs).
- i Wyam (Wayámɫáma) o "Lower Deschutes", conosciuti anche come "Indiani Celilo": il loro villaggio estivo era presso Celilo Falls, località nota ai Nativi Sahaptin come Wyam ("eco di acqua che cade" o "suono dell'acqua sopra le rocce") sulla sponda Sud del fiume Columbia mentre il loro villaggio invernale si trovava sulla riva sinistra del Lower Deschutes River appena sopra il suo punto di congiungimento con il fiume Columbia (un'altra fonte indica il villaggio invernale Wanwa'wi  sulla riva occidentale del Deschutes River immediatamente a Sud della confluenza con il fiume Columbia.)[1]
- i Dock-Spus / Tukspush (Takspasɫáma), o "John Day": avevano due villaggi estivi sulla riva Sud del fiume Columbia e occupavano il Lower John Day River con due villaggi invernali su entrambi i lati di tale fiume.[2]

Queste bande dividevano il loro tempo tra i villaggi invernali interni vicino all'acqua con provviste di legna da bruciare e campi estivi con una ricca pesca situati sulla riva Sud del fiume Columbia nell'attuale Oregon centro-settentrionale.
Il popolo Tenino parlava un dialetto appartenente alle lingue sahaptin, condiviso dai vicini Umatilla situati ad Est. Altre tribù vicine che parlavano lingue diverse, includono i Wasco e Wishram, situati a Nord-Ovest, che parlavano un dialetto delle lingue chinook, i Molala sulla Cascade Mountains a Ovest, che parlavano Waiilatpuan e i Paiute del Nord a Sud, che parlavano una variante della lingua Shoshoni.
Storicamente, del popolo Tenino si ricorda solo una grande guerra con gli altri popoli del fiume Columbia, una battaglia vittoriosa con i Molala che costrinse questi ultimi a spostarsi dall'altra parte delle Cascade Mountains. One brief battle was also fought with the Klamath, a group which was otherwise a valuable trading partner. La tribù aveva come nemici storici i Paiute del Nord, tuttavia, il conflitto tra i due gruppi è stato caratterizzato dell'antropologo G.P. Murdock come "endemico".

### Economia
Fino al XIX secolo le bande di Warm Springs erano semi-nomadi, che non adottavano né l'agricoltura né l'allevamento di animali domestici addomesticati. La pesca del salmone, la caccia agli animali selvatici e la raccolta di cibo selvatico erano attività essenziali delle bande tribali. Il lavoro era differenziato in base al genere, con gli uomini che praticavano la caccia e la maggior parte della pesca. Gli uomini, inoltre, producevano tutti gli attrezzi in pietra, ossa o corno e si occupavano di abbattere alberi e accumulare legna da ardere. Gli uomini producevano le canoe usate per il trasporto fluviale e costruivano le abitazioni invernali permanenti.
Le donne conservavano la carne e il pesce per l'uso successivo essiccandoli e affumicaandoli e si impegnavano nella maggior parte del lavoro per la raccolta di alimenti a base vegetale, che includevano bacche e altri frutti, radici, ghiande e pinoli. Le donne, inoltre, cucinavano il cibo in ogni gruppo familiare e producevano, riparavano e lavavano vestiti e biancheria da letto. Le donne producevano anche filo, corda, cesti, borse e stuoie.
Le donne erano anche le principali responsabili dello svolgimento degli scambi commerciali con visitatori di altri gruppi tribali, mentre nella tarda estate e in autunno gruppi di uomini si spostavano periodicamente per commerciare con altri gruppi. Le esportazioni commerciali dei Tenino includevano salmone essiccato, olio di pesce e pellicce animali. I prodotti importati comprendevano cesti, cavalli, schiavi, pelli di bufalo, piume e conchiglie.
Le bande di Warm Springs non vivevano in comune, ma si dividevano in gruppi familiari, ognuno dei quali aveva le proprie abitazioni. Nei villaggi invernali, occupati ogni anno approssimativamente da novembre a marzo, ogni famiglia possedeva die case — una capanna ovale coperta da terra che veniva usata per dormire e una dimora rettangolare, costruita sopraelevata da terra, che era coperta di stuoie e utilizzata per cucinare e altre attività diurne. Nei mesi estivi, generalmente da aprile a ottobre, la banda si trasferiva al fiume, dove le famiglie costruivano abitazioni temporanee rettangolari con pali e stuoie. Queste erano divise, con una metà usata per dormire mentre l'altra metà era usata come area coperta per la lavorazione del salmone per uso successivo.

### Cultura
I Tenino hanno partecipavano regolarmente a feste legate all'ottenimento dei primi cibi ogni nuovo anno. Ad aprile veniva organizzata una festa cerimoniale per la cattura del pesce e la raccolta delle radici di pianta wapato (Sagittaria latifolia) nell'ambito di una grande festa celebrata collettivamente nei villaggi Tenino nell'area di The Dalles per tutti i membri tribali, esclusa la banda Dock-Spus, che celebravano separatamente. Questo rituale del Primo Pesce era comune alla maggior parte dei popoli Nativi Americani della costa del Nord-ovest Pacifico e dell'altopiano del fiume Columbia.
Tipicamente, con i rituali del Primo Pesce della regione, un esperto di specifici incantesimi verbali veniva chiamato a fare uso della sua abilità per catturare il pesce per il cerimoniale. Il pesce non doveva mai toccare terra, ma veniva steso su una stuoia fatta di canne e macellato con un coltello tradizionale prima di essere cucinato secondo le prescrizioni e condiviso dai membri designati del gruppo tribale. Dopo aver consumato il cubo, le ossa venivano gettate direttamente nell'acqua in modo che non venissero consumate da cani o altri carnivori e il pasto doveva essere seguito da canti e danze tradizionali. Si credeva comunemente che l'anima del primo pesce sarebbe tornata a valle verso altri salmoni a riferire il modo rispettoso in cui era stato catturato e mangiato, ispirando così gli altri salmoni a viaggiare a monte per essere trattati con lo stesso onore e rispetto.
Dopo questa festa, circa la metà delle famiglie del villaggio partivano per una spedizione di caccia a Sud, mentre il resto rimaneva nel villaggio estivo sul fiume, catturando e asciugando il pesce.
A luglio l'intera comunità si riuniva di nuovo, questa volta per prendere parte ad un'altra celebrazione di cibi estivi con bacche e carne di cervo. Dopo questa festa la comunità si divideva nuovamente, con metà che rimaneva per catturare e affumicare salmone mentre gli altri partivano per raccogliere noci e bacche e cacciare. Le canne poi venivano raccolte per la fabbricazione delle stuoie in ottobre, dopo di che si smantellava il villaggio temporaneo estivo e si ritornava al villaggio invernale permanente nell'entroterra.

### Interazione con gli europei arrivati in America
Il popolo Tenino venne notato per la prima volta dalla spedizione di Lewis e Clark a fine ottobre 1805, quando diversi membri della banda venivano reclutati per aiutare la comunità a portare le barche e le attrezzature attorno alle impercorribili Celilo Falls. Occorreva un giorno intero per spostare queste attrezzature, mentre gli altri membri erano intrattenuti come spettatori riuniti per assistere allo spettacolo.
Nei pressi di Celilo Falls l'esploratore William Clark osservò il metodo tradizionale di essiccazione utilizzato per la conservazione del salmone:

"Dopo essere stato sufficientemente essiccato, viene battuto tra due pietre fini e messo in una specie di cesto fatto ordinatamente di erba che misura più di due piedi di lunghezza e un piede di diametro; tale cesto è rivestito con pelle di salmone tesa ed essiccata allo scopo. In questo è pressato il più forte possibile. Quando è pieno, fissano la parte aperta con le pelli di pesce attraverso le quali fanno passare i cappi del cesto...in modo molto sicuro, e poi in un ambiente secco sistemano quei cesti, mettendo in alto la parte con le corde. La loro usanza comune è quella di metterne 7 il più vicino possibile e 5 sopra di essi e proteggerli con stuoie, fatte velocemente con corde, che sono avvolte intorno ad essi e coperte ancora con stuoie. Ogni gruppo di quei 12 cesti di 90-100 libre forma una pila. Così vengono conservati quei pesci che, come quelle persone mi informano, possono essere mantenuti sani e buoni per diversi anni. Come ci informano, grandi quatnità sono vendute ai bianchi che visitano la foce di questo fiume [Columbia] così come ai nativi di sotto."

### Istituzione della Riserva di Warm Springs
Il 25 giugno 1855 il Governo degli Stati Uniti istituì la Riserva indiana di Warm Springs come parte di un trattato con le quattro bande del popolo Tenino e tre delle bande dei vicini Wasco. I Tenino dell'area di The Dalles, Tygh, Wyam e Dock-Spus furono effettivamente costretti a sportarsi dalle loro storiche terre alla nuova riserva nel 185, con le bande Wasco e altri vicini di lingua chinook che li seguirono nel 1858. Secondo il rapporto 1858-59 della riserva, circa 850 individui Tenino erano stati trasferiti lì in quella data, mentre altri 160 membri delle bande Wyam e Dock-Spus non erano ancora stati trasferiti.
This new reservation was located on lands historically belonging to the Northern Paiute, and for several years afterwards this band retaliated against their historic enemies by conducting raids for horses and other forms of plunder.
In aggiunta alla riserva, i Tenino hanno il diritto di usare le terre intorno Government Camp sul Monte Hood.  Il Mt. Hood Tribal Heritage Center, chiamato Wiwnu Wash, ha aperto presso l'area di Mount Hood Skibowl nel 2012.

### Il popolo Tenino oggi
Oggi le bande di Warm Springs fanno parte delle Tribù Confederate di Warm Springs. Alla fine del XX secolo, le Tribù Confederate di Warm Springs contavano un totale di 3405 membri, tra cui discendenti dei gruppi tribali Tenino, Wasco e Paiute del Nord.